# Hark Olufs
Hark Olufs, född 1708, död 1754, var en dansk (nordfrisisk) sjöman. Han tillhör de mest kända danska offren för slavhandeln på Barbareskkusten.
Han föll offer för barbareskpirater 1724 då han arbetade på ett tyskt skepp, och såldes i Alger, där han levde i slaveri hos bejen i Constantine mellan 1724 och 1735. Han gjorde en framgångsrik karriär som slav och frigavs för gott uppförande 1735. Han kunde därmed återvända till Danmark. Hans livsöde tillhörde mer kända av sitt slag i Danmark och har varit föremål för forskning.
Han utgav sin egen självbiografi.